# Kinh Chiên Thiên Chúa
Kinh Chiên Thiên Chúa (Tên khác: Lạy Chiên Thiên Chúa (tiếng Latinh: Agnus Dei) được hát hoặc đọc trong thánh lễ khi chủ tế bẻ bánh và bỏ vào chén rượu. Trong khi làm nghi thức này, có thể lặp lại kinh này bao nhiêu lần cũng được, miễn là luôn luôn phải kết thúc bằng câu: "Xin ban bình an cho chúng con".

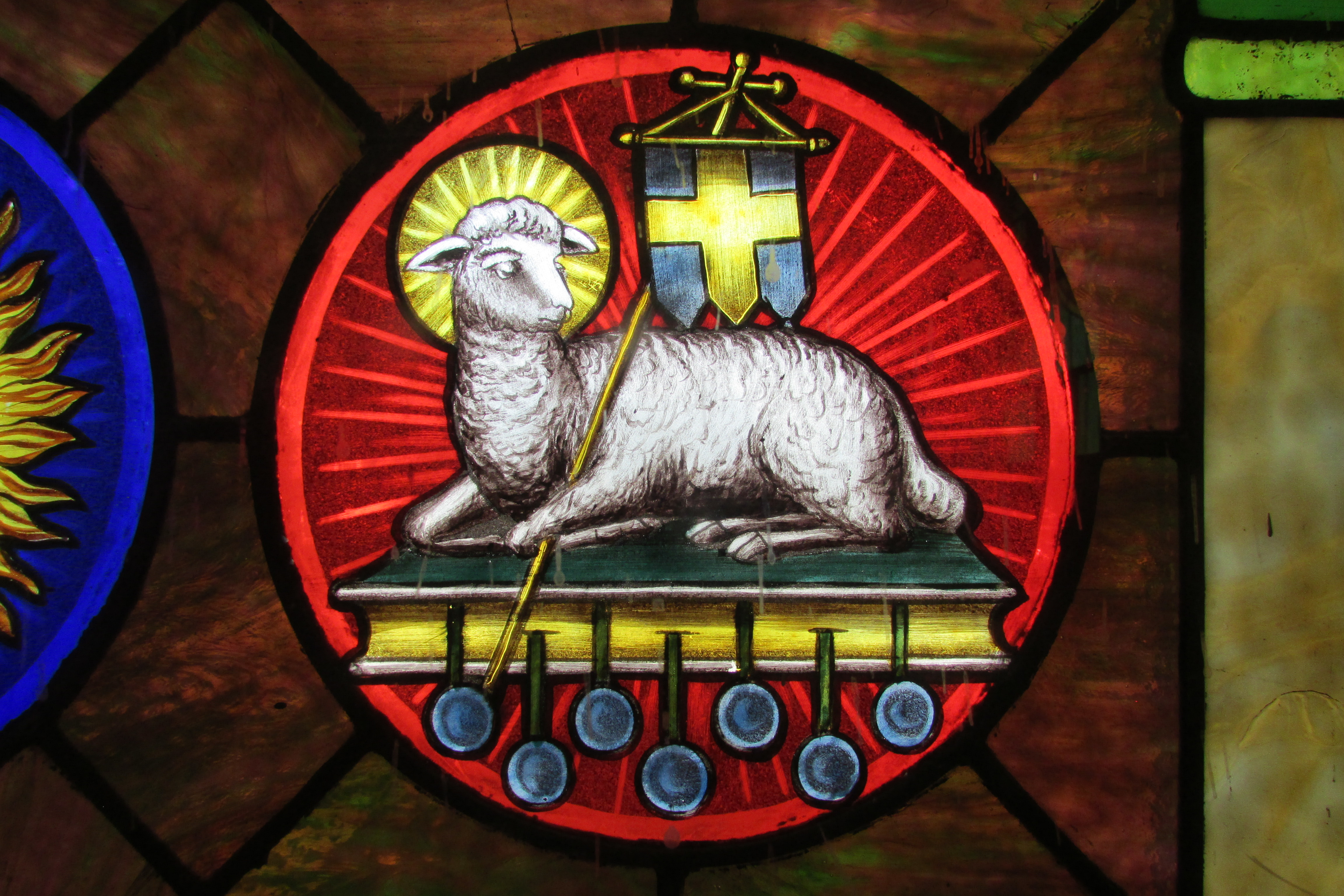
Hình ảnh đặc trưng khi nhắc đến Chiên Thiên Chúa

Cử chỉ của Chúa Kitô bẻ bánh trong bữa Tiệc Ly cuối cùng, điều này đặt tên cho toàn thể Hành Động Thánh Thể trong thời các tông đồ, có nghĩa là nhiều người tìn hữu làm nên một thân thể (2Cr 10:17) bằng cách Rước Lễ từ một bánh sự Sống là Chúa Kitô, Người đã chết và sống lại vì phần rỗi thế giới. Việc bẻ bánh bắt đầu sau dấu bình an và được thực hiện với vẻ cung kính cách riêng, dầu không nên kéo dài một cách không cần thiết, cũng không nên cho nó một tầm quan trọng không đáng...
Kinh Chiên Thiên Chúa là một luật buộc, do ca đoàn hay ca viên xướng được cộng đoàn hát theo; hay ít nhất phải được đọc to tiếng. Sự cầu xin này đồng hành với việc bẻ bánh nên vì lẽ này mà có thể hát đi hát lại khi cần thiết cho tới lúc kết thúc, lời hát kết với cụm từ 'dona nobis pacem'(xin ban bình an cho chúng con)".

### Phiên bảnTiếng Việt
Lạy Chiên Thiên Chúa, Đấng xóa tội trần gian: xin thương xót chúng con.
Lạy Chiên Thiên Chúa, Đấng xóa tội trần gian: xin thương xót chúng con.
Lạy Chiên Thiên Chúa, Đấng xóa tội trần gian: xin ban bình an cho chúng con.

### Phiên bảnTiếng Latin
Agnus Dei, qui tollis peccata mundi,miserere nobis.
Agnus Dei, qui tollis peccata mundi,miserere nobis.
Agnus Dei, qui tollis peccata mundi,dona nobis pacem.